# Richard Stoltzman
Richard Leslie Stoltzman (Omaha, 12 luglio 1942) è un clarinettista statunitense.

## Biografia
Visse i suoi primi anni di vita a San Francisco, in California, e a Cincinnati, nell'Ohio, diplomandosi poi alla Woodward High School nel 1960. Oggi è docente al New England Conservatory. Tra i suoi studenti si ricordano Bharat Chandra e Michael Norsworthy.
Stoltzman è conosciuto per lo più come clarinettista di musica classica. Ha suonato con più di 100 orchestre, esibendosi poi anche come solista o in formazioni di musica da camera.
Ha ricevuto inoltre numerosi premi e prodotto una discografia estesa: nel 1983 vince il Grammy Award per l'album del 1982 Brahms, The Sonatas For Clarinet And Piano con Richard Goode per la RCA Red Seal, riconoscimento ottenuto anche nel 1996 per l'album Brahms Beethoven Mozart, Clarinet Trios con Yo-Yo Ma ed Emanuel Ax del 1995 per la Sony Music.

## Curiosità
- La traccia Maid with the Flaxen Hair è stata inclusa dalla Microsoft tra le tracce campione disponibili su Windows 7.